# Trädgårdsmästarna
Trädgårdsmästarna (engelska: Garden Rescue) är en brittisk realityserie som hade premiär den 11 juli 2016. Första säsongen består av 20 avsnitt. I Storbritannien hade den åttonde säsongen premiär den 29 maj 2023.

## Handling
Serien kretsar kring trädgårdsexperten Charlie Dimmock som med en begränsad budget tävlar mot de prisbelönta bröderna David och Harry Rich om att få om olika trädgårdar i Storbritannien. De som äger trädgården väljer vilken idé de tycker är bäst och sedan måste förloraren hjälpa till att slutföra arbetet. I senare säsonger utökas antalet trädgårdsmästare.

## Medverkande (i urval)
- [./Https://en.wikipedia.org/wiki/Arit_Anderson Arit Andersson]
- Charlie Dimmock
- Chris Hull
- David Rich
- Flo Headlam
- Harry Rich
- Lucinda Lawrence
- Lee Burkhill